# Lijst van rijksmonumenten in Aagtekerke
De plaats Aagtekerke telt 16 inschrijvingen in het rijksmonumentenregister. Hieronder een overzicht.
| Object                                                                                            | Oorspronkelijke functie?  | Bouwjaar                             | Architect | Locatie                     | Coördinaten?                  | Nr.?   | Afbeelding                                         |
| ------------------------------------------------------------------------------------------------- | ------------------------- | ------------------------------------ | --------- | --------------------------- | ----------------------------- | ------ | -------------------------------------------------- |
| Sint Jan ten Heere                                                                                | Boerderij                 | 18e-19e eeuw                         |           | Prelaatweg 84               | 51° 32' 19" NB, 3° 29' 8" OL  | 13206  | Sint Jan ten Heere                                 |
| Vliedberg bij Hofstede Hazenberg                                                                  | Omwalling                 |                                      |           | Prelaatweg bij 13           | 51° 32' 4" NB, 3° 29' 12" OL  | 13208  | Vliedberg bij Hofstede Hazenberg                   |
| Vliedberg bij St. Jan ten Heere                                                                   | Omwalling                 |                                      |           | Hereweg bij 2               | 51° 32' 33" NB, 3° 29' 12" OL | 13209  | Upload foto                                        |
| Agatha: pastorie                                                                                  | Woonhuis                  | 17e-18e eeuw                         |           | Dorpsplein 21               | 51° 32' 47" NB, 3° 30' 36" OL | 28104  | Meer afbeeldingen                                  |
| Hervormde kerk                                                                                    | Kerk en kerkonderdeel     | 1625 (verbouwing)                    |           | Dorpsplein 4                | 51° 32' 48" NB, 3° 30' 37" OL | 28105  | Meer afbeeldingen                                  |
| Toren Hervormde kerk                                                                              | Kerk en kerkonderdeel     |                                      |           | Dorpsplein 6                | 51° 32' 48" NB, 3° 30' 36" OL | 28106  | Meer afbeeldingen                                  |
| Vrijstaand woonhuis met zadeldak                                                                  | Woonhuis                  | laatste helft 18e eeuw (wagenschuur) |           | Bergwegje 2                 | 51° 33' 1" NB, 3° 30' 35" OL  | 28107  | Meer afbeeldingen                                  |
| Aagtekerkse Molen                                                                                 | Industrie- en poldermolen | 1801                                 |           | Molenweg 3                  | 51° 32' 39" NB, 3° 30' 36" OL | 28108  | Meer afbeeldingen                                  |
| Oosterzicht                                                                                       | Boerderij                 | 17e-18e eeuw                         |           | Kloosterweg 4               | 51° 32' 43" NB, 3° 31' 5" OL  | 28109  | Meer afbeeldingen                                  |
| Hof Hazenberg                                                                                     | Boerderij                 | eerste helft 18e eeuw                |           | Prelaatweg 81               | 51° 32' 17" NB, 3° 29' 16" OL | 28110  | Upload foto                                        |
| Vliedberg/Kasteelberg                                                                             | Archeologisch monument    | ca. 13e eeuw                         |           | St. Jan ten Heere (Hereweg) | 51° 32' 32" NB, 3° 29' 6" OL  | 45687  | Vliedberg/Kasteelberg                              |
| Vliedberg/Kasteelberg                                                                             | Archeologisch monument    | ca. 13e eeuw                         |           | Hazenberg (Prelaatweg)      | 51° 32' 5" NB, 3° 29' 2" OL   | 45688  | Vliedberg/Kasteelberg                              |
| Roos en Doorn: boerderijwoning                                                                    | Woonhuis                  | 1910 (gedenksteen)                   |           | Roosjesweg 8                | 51° 33' 10" NB, 3° 30' 38" OL | 508356 | Roos en Doorn: boerderijwoning                     |
| Roos en Doorn: dwarsdeelschuur, in streek-eigen bouwtrant gebouwd                                 | Boerderij                 | 1910                                 |           | Roosjesweg 8                | 51° 33' 10" NB, 3° 30' 38" OL | 508357 | Upload foto                                        |
| Roos en Doorn: wagenschuur, met aangebouwd bakhuis                                                | Boerderij                 | 1910                                 |           | Roosjesweg 8                | 51° 33' 10" NB, 3° 30' 38" OL | 508358 | Roos en Doorn: wagenschuur, met aangebouwd bakhuis |
| Roos en Doorn: schaapskooi, geheel van gepotdekselde houten delen, zadeldak met rode holle pannen | Boerderij                 | 1910                                 |           | Roosjesweg 8                | 51° 33' 10" NB, 3° 30' 38" OL | 508359 | Upload foto                                        |